# عقد 810
عقد 810 هو عقد امتد بين 1 يناير 810 و31 ديسمبر 819 بحسب التقويم الميلادي. سبقه عقد 800 ولحقه عقد 820.

## أحداث
- معركة بانكوربو (816)
- معركة بليسكا (811)
- غيبة (813)

## مواليد
- الفتح بن خاقان (815)
- محمد بن نصر المروزي (818)
- هارون الواثق بالله (812)
- ثعلب النحوي (815)
- أبو زرعة الرازي (816)
- فورموسوس (816)
- بتروناس (815)
- محمد الجواد (811)
- إبراهيم بن إسحاق الحربي (813)
- عبد العزيز بن الحارث التميمي (816)
- سهل التستري (818)

## وفيات
- عبد الملك بن صالح بن علي (812)
- الفتح بن خاقان (816)
- علي الرضا (818)
- ورش (812)
- ضرار بن عمرو (815)
- تيوفان المعرف (818)
- عبد الله بن وهب (812)
- أبو عبد الله محمد الأمين (813)
- بيبين من إيطاليا (810)
- فاطمة بنت موسى الكاظم (816)
- ستوراكيوس (812)

## كتب
- Yves Denis Papin (1998). Chronologie de l'histoire ancienne. Lieu de publication non identifié: Éditions Jean-paul Gisserot. ISBN:2-87747-346-5. OCLC:40746926. مؤرشف من الأصل في 2022-03-16.
- موسوعة حضارة العالم (2002) لأحمد محمد عوف.

## روابط خارجية
- تصفح سنة بسنة عقد 810 على موقع onthisday.com
- تصفح سنة بسنة عقد 810 ابتداءً من سنة عقد 810 على موقع المكتبة الوطنية الفرنسية